# Automaty
Automaty – piosenka zespołu Klan skomponowana przez Marka Ałaszewskiego, nagrana w roku 1970 i wydana na singlu Z brzytwą na poziomki. 

## Muzyka
Muzyka zespołu przedstawiona na debiutanckiej epce różniła się od obowiązującego podówczas bigbitu i kierowała się w stronę progresywnego rocka; utwór „Automaty” przypominał dokonania wczesnej grupy Pink Floyd i Syda Barretta. Utwór rozpoczyna kakofoniczny, przedłużony wstęp z rozszerzoną funkcją gitary, używanej do tej pory do grania melodii i riffów. Część środkowa utworu tworzy udawany refren z motywem „sprzężonego echa”. Tempo piosenki jest zmienne, to szybkie, później znów powolne. W refrenach pojawia się chórek wzorowany na Vanilla Fudge, utrzymany w duchu psychodelicznym. Część wokalna, wykonywana przez Marka Ałaszewskiego jest rozciągnięta i przypomina harmonię stosowaną przez The Beatles.

## Tekst
Pomysłem Ałaszewskiego na napisanie tekstu do utworu była sonda przeprowadzona na grupie przypadkowych respondentów z okolic klubu „Medyk” w Warszawie, w której rozpytywał na temat „Co robią automaty”. Otrzymywał różne odpowiedzi, w tym dziwne, np. „odgarniają śnieg”. W piosence zawarte jest przesłanie: oznaczają nas symbolem x, niewiadoma oznacza tu zwykłego człowieka, który bardziej ufa nowoczesnej technice niż polega na sobie. Autor tekstu zastosował tu anonimizację, która ma wymiar ponadczasowy, krytyk Jan Skaradziński zaznacza, że obecnie może nią być uniformizacja przy taśmie produkcyjnej lub pracy w korporacji. Autor słów marek Ałaszewski zwraca uwagę, że te automaty kiedyś nas zastąpią, wyręczą i zaczną określać ludzki byt. Dzisiejszy rozwój cywilizacji zabija człowieka – mamy ujemny przyrost naturalny, społeczeństwa się kurczą. To mało optymistyczne na przyszłość. Dodaje, że piosenka miała osiągnąć efekt humorystyczny. 
Temat rozterek egzystencjalnych w tym utworze był kontynuowany w LP Mrowisko.

## Skład
Zespół nagrał piosenkę w składzie
- Marek Ałaszewski – śpiew, gitara
- Maciej Głuszkiewicz – fortepian, organy Hammonda
- Roman Pawelski – gitara basowa
- Andrzej Poniatowski – perkusja